# Долнє Прапрече
Долнє Прапрече (словен. Dolnje Prapreče) — поселення в общині Требнє, регіон Південно-Східна Словенія, Словенія.